# Mariana Gorczyca
Mariana Gorczyca (n. 1 martie 1956, Însurăței, România) este o scriitoare și jurnalistă română. A inițiat și dezvoltat proiecte culturale naționale și internaționale; este membră PEN, a făcut parte din comitetele Women Writers Arhivat în 9 aprilie 2020, la Wayback Machine., Writers for Peace Arhivat în 25 decembrie 2019, la Wayback Machine.; în prezent este Secretar General PEN Romania, la al doilea mandat. 

## Biografie
Mariana Popescu s-a născut la Însurăței, la 1 martie 1956, unde a petrecut primii trei ani de viață. Din motive politice, părinții împreună cu cei doi copii au fugit într-o noapte, nevoiți fiind să lase în urmă, casa, gospodăria, pământul. Impozitele crescuseră atât de mult (o metodă comunistă premergătoare cooperativizării agriculturii pentru a-i face pe țărani să renunțe de bună voie la pământuri) încât se îndatoraseră peste măsură. Studiile gimnaziale și liceale le-a urmat la Brăila, Școala Gimnazială „Fănuș Neagu”, apoi Liceul Teoretic „Panait Cerna”.
Studiile universitare, la ”Babeș-Bolyai”, Cluj Napoca, Facultatea de Filologie, Secția Română-Italiană, absolvită în 1983, cu o teză de licență despre opera lui Fănuș Neagu. 
A fost profesoară la Școlile Generale din Garvăn, județul Tulcea, Geaca, județul Cluj, Șaeș, județul Mureș, Gimnaziul de Stat „Aurel Mosora”, Sighișoara. Din anul 1992 predă limba română și limba italiană la Colegiul Național „Mircea Eliade” din Sighișoara și este profesor asociat la Universitatea Babeș-Bolyai, Facultatea de Geografie.
La începutul anilor 2000 a urmat cursurile și a luat licența în anul 2002 în Jurnalism și Comunicare la Universitatea „Lucian Blaga” din Sibiu.
Își susține teza de doctorat în martie 2007 la Universitatea Babeș-Bolyai pe o temă de graniță între literatură și jurnalism cultural: „Reviste literare și ideologie comunistă; „Studii de caz <<Steaua>>, <<Vatra>>, <<Echinox>>”.

### Activitatea literară
A debutat editorial în anul 2003 cu volumul Versuri pentru pauza mare, la Editura Marineasa din Timișoara, dar se impune ulterior în proză, fiind autoarea a patru romane și a unui volum de proză scurtă. Romanul apărut în 2005, CHEFUL nu se organizează, vine de la sine, Editura Polirom, este scris în cheie postmodernă, cu o exhibare a bucătăriei de creație, aducând în prim plan un conferențiar universitar îndrăgostit de un student al său, abordând printre primii scriitori, după 1990, problematica homosexualități. În 2010 îi apare la Editura Limes al doilea roman, CADENȚĂ pentru marș erotic, an declarat de critica literară ca fiind cel mai important pentru romanul românesc de după Revoluție. Romanul este bine primit de critică, este nominalizat pentru cartea anului, premiat la Zilele Prozei din Cluj, premiat la Târgul de Carte Urban Afi Cotroceni, de site-ul Rețeaua Literară și dezvoltă o epică de o parte și de alta a anului 1989, într-o Transilvanie multietnică. În 2013 apare romanul Parcurs, o construcție narativă care, pornind de la sensurile înainte și înapoi ale unor trasee de pe un teren de golf, aduce în cele 18 capitole plecarea românilor la muncă în Italia, după 1989, respectiv, venirea legiunilor romane conduse de Traian spre Dacia, o abordare cuantică a spațiului-timp. Romanul Parcurs a fost premiat de Filiala Cluj a Uniunii Scriitorilor din România. În 2016 apare la Editura Școala Ardeleană CADENȚĂ (pentru un marș erotic), ediție revăzută și cu un titlu ușor schimbat față de anul 2010; primește Premiul special al juriului la Festivalul Național de Proză „Liviu Rebreanu” în noiembrie același an. În octombrie 2016 îi apare volumul de proză scurtă Să iau cuvintele cu mine, 7 povestiri în 7 zile, la Editura Tracus Arte. În 2019, apare la Polirom Dincoace și dincolo de tunel.1945, un roman a cărui temă centrală este deportarea etnicilor germani la sfârșitul celui de-al Doilea Război Mondial.
Este fondatoarea festivalului literar „Turnirul scriitorilor”, prima ediție desfășurându-se în anul 2014. 
În anul 2018 a debutat ca traducător, participând la Buchmesse Leipzig, cu cartea pentru copii scrisă de Jürgen Jankofsky, Anna Hood.

## Premii literare
- Premiul pentru participare excepțională la „Zilele prozei la Cluj”, 2010, cu romanul apărut în acel an CADENȚĂ pentru marș erotic;
- Premiul „Cartea anului 2010”, acordat de Rețeaua literară pentru romanul CADENȚĂ pentru marș erotic, la Tărgul de Carte Urban de la București, 2011;
- Premiul Uniunea Scriitorilor din România, Filiala Cluj pentru romanul Parcurs, 2013;
- Premiul „Liviu Rebreanu” la Festivalul Național de Proză, pentru romanul CADENȚĂ (pentru un marș erotic), 2016;
- Premiul Saloanelor "Liviu Rebreanu", pentru Romanul Rubla, locul fără umbră, Bistrița, 2023
- Premiul “Asdreni” al Festivalului Internațional de Poezie “Netet Korçare te Poezise”, Korçë, 2024

## Operă

### Versuri
- Versuri pentru pauza mare, 2003;

### Proză
- Cheful nu se organizează, vine de la sine, roman, 2005;
- CADENȚĂ pentru marș erotic, roman, 2010;
- Parcurs, roman, 2013;
- Să iau cuvintele cu mine, proză scurtă, 2016;
- CADENȚĂ (pentru un marș erotic), roman, 2016.
- Dincoace și dincolo de tunel.1945, roman, 2019;
- Rubla, locul fără umbră, roman, 2022.

### Teza de doctorat
- Să facem totul... Reviste literare și ideologie comunistă; Studii de caz ”Steaua”, ”Vatra”, ”Echinox”, 2007.

### Dicționare, Enciclopedii
- Scriitori ai Transilvaniei, dicționar critic ilustrat, 2014;
- Personalitățí feminine contemporane din România, dicționar biografic, 2013;
- Enciclopedia personalităților din România, 2013;
- Dicționarul scriitorilor brăileni, 2010.

### Jurnalism
Articole publicate în Observator Cultural, Dilema veche, Agenția de Carte, Vatra, Familia, Revista Transilvania.

### Cărți traduse
- Romanul Parcurs tradus în maghiară de Gabriella Koszta: Az utolsó ütés, Noran Libro Kiadó, Ungaria, 2015;
- Romanul CADENȚĂ (pentru un marș erotic) tradus în franceză de Ina Delaunay: Cadence pour une marche érotique Non Lieu, Franța, 2018;
- Romanul Dincoace și dincolo de tunel.1945, tradus în germană de Beatrice Ungar: Diesseits und jenseits des Tunnels.1945, Honterus, 2020

### Traduceri
- Jürgen Jankofsky, Anna Hood

### Antologii
- Starea prozei, cu Constantin Abăluță, Luigi Bambulea, Iulian Boldea, Ruxandra Cesereanu, Marius Chivu, Ioana Cistelecan, Alex Goldiș, Mariana Gorczyca, Mircea Muthu, Dora Pavel, Ovidiu Pecican, Ion Simuț, Radu Țuculescu, Alexandru Vlad, coord. de Irina Petraș, 2008;
- Transilvania mon amour, Siebenbürgische Elegien, poeți translivani: Zsófia Balla, Dumitru Chioaru, Ruxandra Cesereanu, Andrei Codrescu, Eugen Cojocaru, Ioana Crăciunescu, Dan Culcer, Dan Dănilă, Caius Dobrescu, Augustin Frățilă, Zeno Ghțulescu, Mariana Gorczyca, Emil Hurezeanu, Ioana Ieronim, Letiția Ilea, Marius Iosif, Martha Iszak, Luminița Mihai-Cioabă, Mircea Ivănescu, Dan Lotoțchi, Virgil Mihaiu, Ion Mircea, Ion Mureșan, Alexandru Mușina, Ioan Neagoș, Iustin Panța, Mircea Petean, Marta Petreu, Traian Pop Traian, Adrian Popescu, Carmen Elisabeth Puchianu, Simona Popescu, Christel Ungar, Liliana Ursu, Ioan Radu Văcărescu, George Vulturescu, Joachim Wittstock, Andrei Zanca, traduși în germană de Dieter Schlesak, 2009;
- Antologia prozei scurte transilvane actuale Volume I, de Ovidiu Pecican, prozatori transilvani: Diana Adamek, Horia Bădescu, Ana Blandiana, Mariana Bojan, Corin Braga, Nicolae Breban, Romulus Bucur, Florica Bud, Augustin Buzura, Ruxandra Cesereanu, Doina Cetea, Constantin Cubleșan, Lucia Dărămuș, Caius Dobrescu, Mihai Dragolea, Vasile Gogea, Mariana Gorczyca, Ioan Groșan, Alexandru Jurcan, Adrian Lăcătuș, 2010;
- Cele patru dimensiuni ale feminității românești, cu Brîndușa Armanca, Linda Maria Baros, Otilia Bădescu, Ioana Bot, Ruxandra Cesereanu, Mihaela Gligor, Mariana Gorczyca, Irina Horea, Elisabeta Lipă, Luminița Marcu, Dora Pavel, Irina Petraș, Simona Popescu, Marinela Porumb, Sandra Prolong, Andreea Răducan, Grete Tartler, Monica Tatoiu, Adriana Teodorescu, București, 2010;
- Ochelarii de fum. Antologie de proză scurtă contemporană, cu Daniel Vighi, Varujan, Vosganian, Radu Aldulescu, Gabriela Adameșteanu, Nicolae Breban, Ioana Drăgan, Mariana Gorczyca, Emilian Galaicu-Păun, Radu Pavel Gheo, Cristian Teodorescu, Lucian Dan Teodorovici, Florin Bican, Cătălin Țîrlea, Ștefan Agopian, Ioan Groșan, Doina Ruști, Daniel Bănulescu, Florina Ilis, Florica Bud, Iulian Ciocan, Jan Cornelius, prefață de Paul Cernat, Cartex Publishing House, București, 2011;
- Varză à la Cluj. Bucate felurite de scriitori povestite, cu George Achim, Ioana Bot, Ștefan Borbely, Ruxandra Cesereanu, Ion Cristofor, Ștefan Damian, Mariana Gorczyca, Ion Mureșan, Ovidiu Pecican, Irina Petraș, 2010;
- Promenada scriitorilor, cu Diana Adamek, Gabriela Adameșteanu, Paul Aretzu, Horia Bădescu, Ana Blandiana, Hanna Botta, Corin Braga, Nicolae Breban, Ruxandra Cesereanu, Doina Cetea, Denisa Comănescu, Sanda Cordoș, Dan Mircea Cipariu, Al. Cistelecan, Ștefan Damian, Vasile George Dâncu, Péter Demény, Vasile Gogea,Mariana Gorcyzca, Ovidiu Pecican, Marta Petreu, Ion Pop, Laura Poantă, Ilie Rad, Alexandru Vlad, Varujan Vosganian, George Vulturescu, Mircea Zaciu, Andrei Zanca; almanah coordonat de Irina Petraș, 2012;
- Viața literară la Cluj. Evocări, medalioane, amintiri, cu Nicolae Balotă, Al. Cistelecan, Vasile Fanache, Ioan Groșan, Mariana Gorczyca, Vasile Igna, Radu Mareș, Mircea Muthu, Marta Petreu, Petru Poantă, Ion Taloș, Alexandru Vlad, Ion Vlad, Mircea Zaciu, volum coordonat de Irina Petraș, 2013;
- Stereotipizarea socială a scriitorului, antologie de Adriana Teodorescu, E-book, 2013;
- Lumina din cuvinte, cu Lucian Blaga, Ion Pop, Vasile Sebastian Dâncu, Elena Abrudan, Mariana Gorczyca, Gabriela Lungu, Andra Rotaru, Tompa Gábor, Visky András, Floarea Țuțuianu, Varujan Vosganian, coord. de Irina Petraș;
- Norman Manea - O viață. In honorem Norman Manea la 80 de ani, cu Paul Bailey, George Banu, Ana Blandiana, Robert Boyers, Nicolas Cavaillès, Magda Cârneci, Ioan Cristescu, Caius Dobrescu, Mircea Dumitru, Luca Fermenton, Mariana Gorczyca, Bedros Horasangian, Emil Hurezeanu, Nora Iuga, Silviu Lupescu, Claudio Magris, Mircea Martin, Antonio Muñoz Molina, Carmen Mușat, Ingemar Nilsson, Florence Noiville, Andrei Pleșu, Philip Roth, Bogdan-Alexandru Stănescu, Stelian Tănase, 2018;
- Padmagandha & PEN Congress, cu Burhan Sonmez, Mohamed Sheriff, Zeynep Oral, Regula Venske, Mariana Gorczyca, Emmanuel Pierrat, Magda Cârneci, Jennifer Clement, Antonio Della Rocca, Judith Rodriguez, Elisabeth Ronay, Jarkko Tontti, Carles Torner, Felix Villeneuve, Robert Wood, coord. Ganesh Devy, 2018.